# Psilalcis galsworthyi
Psilalcis galsworthyi là một loài bướm đêm trong họ Geometridae.